# Kubianka rudawa

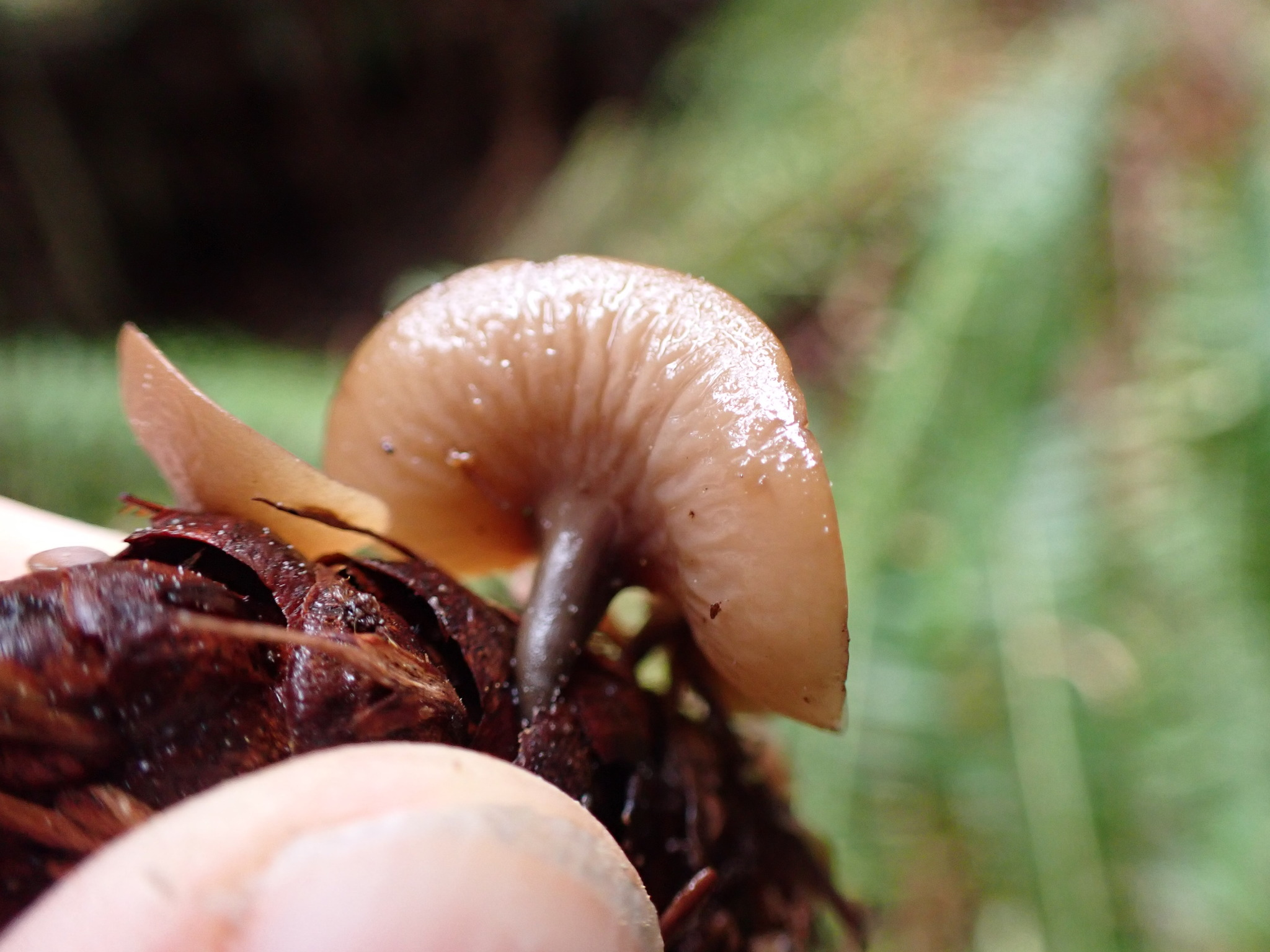

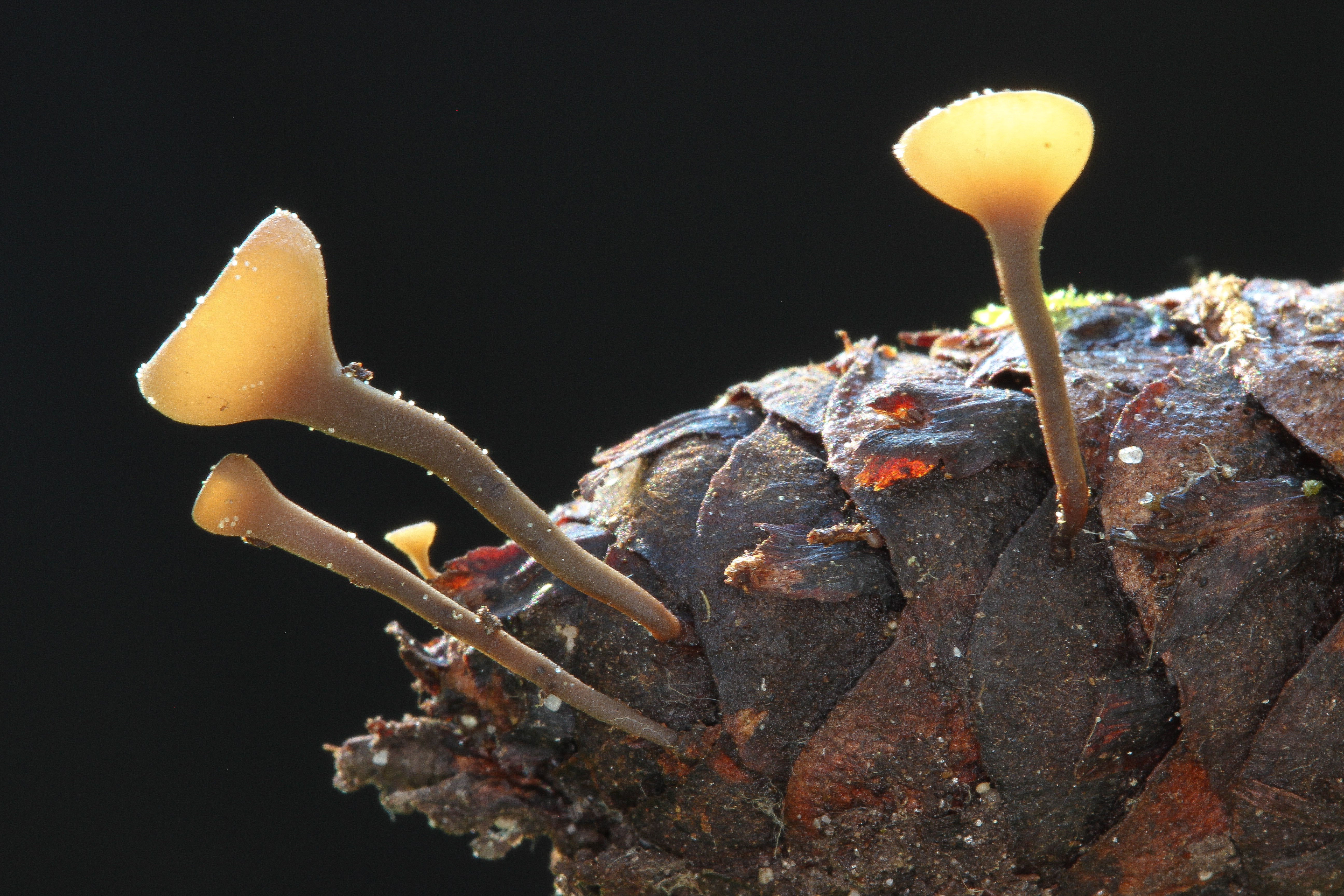

Kubianka rudawa (Ciboria rufofusca (O. Weberb.) Sacc.) – gatunek grzybów z rodziny twardnicowatych (Sclerotiniaceae).

## Systematyka
Pozycja w klasyfikacji według Index Fungorum: Ciboria, Sclerotiniaceae, Helotiales, Leotiomycetidae, Leotiomycetes, Pezizomycotina, Ascomycota, Fungi.
Po raz pierwszy opisał go w 1873 r. Otto Weberbauer nadając mu nazwę Peziza rufofusca. Obecną, uznaną przez Index Fungorum nazwę, nadał mu Pier Andrea Saccardo w 1889 r.
Polska nazwa według M.A. Chmiel.

## Morfologia
Owocniki
Typu apotecjum. Wyglądem przypomina puchar, składa się bowiem z miseczki osadzonej na dość długim trzonie. Miseczka o średnicy od 3 do 15 mm, wysokości 2–7 mm i grubości 0,7–1,5 mm. Jej wewnętrzna powierzchnia (hymenialna) jest gładka, jasnobrązowa do ciemnobrązowej, zewnętrzna, sterylna, jest oprószona.
Cechy mikroskopowe
Zarodniki o wymiarach 5,5–7,5 × 2,8–3,5 µm.
Gatunki podobne
Do rodzaju Ciboria należy kilka bardzo podobnych gatunków, które są bardzo trudne do rozróżnienia makroskopowego. Rozróżnia się je głównie na podstawie miejsc występowania i cech mikroskopowych. Charakterystyczną cechą kubianki rudawej jest występowanie na łuskach szyszek jodły, podczas gdy inne kubianki (kubianka kotkowa Ciboria amentacea, kubianka wierzbowa Ciboria caucus, kubianka leszczynowa Ciboria coryli) występują na opadłych na ziemię kotkach leszczyny, wierzby czy topoli, a kubianka talerzykowata Ciboria batschiana na żołędziach. Na łuskach szyszek jodły występuje jeszcze baziówka szyszkowata Rutstroemia bulgarioides, ale ma ciemniejsze i beztrzonowe owocniki.

## Występowanie
Kubianka rudawa znana jest w Ameryce Północnej, Europie i Azji. Najwięcej stanowisk podano w Europie. W Polsce M.A. Chmiel w 2006 r. przytoczyła 8 stanowisk, najstarsze podał Joseph Schröter w 1908 r.
Grzyb saprotroficzny rozwijający się łuskach szyszek jodły pospolitej (Abies alba). Owocniki tworzy głównie w miesiącach wiosennych (kwiecień – maj). Spotykany jest rzadko, ale w dużym stopniu wynika to z tego, że jest trudny do dostrzeżenia ze względu na swoje niewielkie rozmiary i ubarwienie. Preferuje miejsca zacienione i wilgotne, rozwija się głównie na łuskach jodły, które są płytko zanurzone w ziemi.